# Голос далёкой звезды
«Голос далёкой звезды» (яп. ほしのこえ Хоси но коэ, букв. «голос звезды») — короткометражный OVA-фильм, продолжительностью 25 минут, созданный в 2002 году Макото Синкаем. В 2004 году была издана манга по мотивам фильма, сценаристом которой был сам Синкай, а иллюстрировала её Мидзу Сахара.
На территории России фильм был лицензирован компанией XL Media в 2006 году и в декабре того же года вышел на DVD в составе коллекционного издания, вместе со следующей работой Синкая — аниме-фильмом «За облаками».
25 мая 2011 года издательством «Истари комикс» было объявлено о лицензировании манги.
Согласно опросу, проведенному в 2007 году Агентством по делам культуры, занимает 26-е место среди лучших аниме всех времен.

## Сюжет
Мне всегда казалось, что мир — это куда доходят волны мобильного телефона.Микако
Действие фильма разворачивается в середине XXI века. Пятнадцатилетняя школьница Микако Нагамине, ставшая пилотом боевого робота Военно-Космических Сил Объединённых Наций, общается со своим оставшимся на Земле другом Нобору Терао по электронной почте с мобильного телефона. Поскольку, в отличие от космических кораблей земного флота, способных путешествовать через гиперпространство, скорость распространения сигнала ограничена скоростью света, их сообщения запаздывают всё сильнее по мере того, как флот удаляется от Земли.
Получасовая новелла затрагивает основные темы, присущие творчеству Синкая, к которым он обращается во многих своих произведениях: это темы одиночества, любви, расстояния и разлуки. Другие его фильмы: «Она и её кот», «За облаками» и «5 сантиметров в секунду» также поднимают эти вопросы.

### Предыстория
В ходе исследования Марса, в 2039 году, земная экспедиция обнаружила на марсианском плато Тарсис руины, принадлежавшие представителям инопланетной цивилизации. Инопланетян назвали Тарсианами. Благодаря технологиям, полученным при исследовании тарсианских руин, человечество совершило огромный скачок в научно-техническом развитии и стало преследовать тарсиан.
К 2047 году, используя синтез тарсианских и земных технологий, мировому сообществу удалось построить флот космических войск ООН. Огромные военные космические корабли, которые, кроме непосредственно боя, были способны совершать прыжок через гиперпространство, служили также носителями для боевых роботов — Трейсеров (буквально переводится как преследователь) (англ. Tracers). Первый военный разведывательный флот состоял из четырёх кораблей: «Лиситея», «Гималия», «Леда» и «Элара». Задачей флота было обнаружение Тарсиан в Солнечной системе и за её пределами, а также, по возможности, их уничтожение.

### Фабула
В структуре фильма переплетаются события из жизней Микако и Нобору. С юности всегда бывшие вместе, они вынуждены расстаться, поскольку Микако получила место пилота Трейсера и отправляется на тренировки на Марс.
Первой же сценой фильма является метафорическая зарисовка о том, как Микако не может никому дозвониться — её телефон находится вне зоны обслуживания. Вскоре она просыпается, обнаруживая себя на орбите Агарты — вымышленной четвёртой планеты системы Сириуса. Затем, вслед за сценой последнего свидания, показано последовательное путешествие флота, в котором состоит Микако, всё дальше и дальше от Земли: от тренировочной базы на Марсе к сборному пункту флота на орбите спутника Юпитера, затем о разведывательной экспедиции к Плутону, откуда флот был вытеснен тарсианами на внешнюю границу Солнечной системы, в облако Оорта, и, наконец, о последнем полёте в систему Сириуса.
Всё дальше удаляясь от Земли, Микако не перестаёт отправлять Нобору письма, которые доходят до него всё дольше. Последнее письмо, отправленное ей с Агарты, не было продублировано голосом, как предыдущие, но его текст ясно виден: «Я очень, очень, очень тебя люблю». Время доставки этого письма составило восемь с половиной лет. После этого у Микако происходит мистический контакт с одним из тарсиан, принявшим облик её самой.
Финал фильма открыт, он заканчивается масштабной космической битвой тарсиан с земным флотом после того, как 24-летний Нобору, ставший к тому моменту капитан-лейтенантом, получает сообщение от 15-летней Микако. Оно не сохранилось целиком, восемь с половиной лет времени не пожалели его, и после первых строк в нём были сплошные помехи. Но несмотря на данное себе обещание жить настоящим временем, Нобору не забыл Микако, их чувства по-прежнему взаимны. Космический бой на орбите Агарты, перемежаемый врезками уходящего на службу Нобору, завершает фильм под заглавную песню Тэммона и одновременное двухголосое размышление Микако и Нобору об их возможной судьбе вместе.

## Персонажи
Микако Нагаминэ (яп. 長峰 美加子 Нагаминэ Микако) — Пятнадцатилетняя школьница из префектуры  Токио. Была избрана для участия в разведывательной экспедиции в качестве пилота из-за своих отличных физических и умственных способностей. Микако всегда мечтала пилотировать Трейсер, но погоня за Тарсианами всё дальше и дальше уносит Микако от одноклассника Нобору Тэрао — самого дорогого для неё человека.
Сэйю: Суми Муто
Нобору Тэрао (яп. 寺尾 昇 Тэрао Нобору) — Одноклассник Микако, её хороший друг. В школе ему нравилась Микако, они вместе проводили всё время после школы. Единственным способом общения между Микако и Нобору, после того, как Микако улетела в космос, оставались письма по электронной почте. После серии скачков флот значительно отдалился от Солнечной системы, и расстояние до Земли стало измеряться в световых годах. Но даже понимая, что каждое сообщение дойдёт до адресата лишь через несколько лет, Микако продолжает писать своему любимому Нобору, который, несмотря на свои попытки не вспоминать прошлое и жить настоящим, также не забывает о Микако, с которой он хотел бы быть вместе.
Сэйю: Тихиро Судзуки
Тарсиане — Внеземная раса. Были «разбужены» земной экспедицией на Марсе. Какая-либо другая информация об этой расе отсутствует. Один из тарсиан принял облик Микако и вступил с ней в контакт.

## Создание фильма
Фильм практически полностью создан одним человеком — аниматором Макото Синкаем. Работу над «Голосом далёкой звезды» он начал летом 2000 года, сразу после завершения чёрно-белой зарисовки «She and Her Cat». Через несколько месяцев после возникновения идеи аниме Синкай получил грант от компании Mangazoo на создание кассового аниме, а через год оставил работу графического дизайнера и полностью занялся работой над аниме. Для работы над фильмом он использовал компьютер Apple Macintosh и различное программное обеспечение для анимации и обработки изображений. В изначальном варианте голоса персонажей принадлежали самому Синкаю и его невесте Мике Синохара (позже была создана версия, озвученная профессиональными сэйю). Музыку для фильма сочинил друг Синкая — композитор Тэммон.
Макото Синкай является поклонником продукции компании Apple. При создании этой картины он использовал рабочую станцию PowerMac G4 400 МГц с 1 Гб оперативной памяти и 23-дюймовым монитором. Кроме компьютера использовалось следующее оборудование:
- сканер Epson GT-9800F
- фотокамера Canon IXY200a
- графический планшет Wacom Intuos i-600
- традиционная бумага, карандаш и анимационный станок.

Программное обеспечение, применённое для создания фильма, включало
- Adobe Photoshop 5.0 для создания двухмерной графики,
- Adobe AfterEffects 4.0 для монтажа, доводки и композитинга,
- Lightwave3D 6.5 для создания трёхмерной графики,
- Commotion 3.1 DV для покадровых эффектов,
- другие программы.

| Зрительский рейтинг   | Зрительский рейтинг   | Зрительский рейтинг   |
| (на 6 ноября 2010 г.) | (на 6 ноября 2010 г.) | (на 6 ноября 2010 г.) |
| --------------------- | --------------------- | --------------------- |
| Сайт                  | Оценка                | Голосов               |
| AniDB                 | · ссылка              | 4604                  |
| IMDb                  | · ссылка              | 2175                  |
| Anime News Network    | · ссылка              | 2465                  |

Законченный фильм был продемонстрирован публике в небольшом кинотеатре «Толливуд» в районе Симокидзава, вмещавшем всего 46 зрителей, 2 февраля 2002 года. Аниме стало довольно популярным: за месяц фильм просмотрели 3 484 человек, что стало рекордом для этого кинотеатра, а выпущенное позднее DVD было раскуплено в количестве 50 000 экземпляров.
За эту работу Макото Синкай был награждён множеством наград, среди них:
- Digital Contents Grand Prix 2002
- The 1st New Century Tokyo International Animation Fair 21
- The 2nd Japan Otaku Award
- The 7th Animation Kobe 2002
- The 8th AMD Award / Digital Contents of the Year 2002
- The 6th Agency for Cultural Affairs Media Arts Festival
- Most Valuable Newcomer Award (Tokyo Anime Fair 21)[6]

## Манга
| Зрительский рейтинг     | Зрительский рейтинг     | Зрительский рейтинг     |
| (на 28 августа 2018 г.) | (на 28 августа 2018 г.) | (на 28 августа 2018 г.) |
| ----------------------- | ----------------------- | ----------------------- |
| Сайт                    | Оценка                  | Голосов                 |
| Anime News Network      | · ссылка                | 116                     |

В 2004 году по мотивам фильма была издана манга, сценаристом которой был сам Синкай, а иллюстрировала её Мидзу Сахара. 25 мая 2011 года издательством Истари комикс было объявлено о лицензировании манги на территории России.
Рецензент «Мангавеста» отметил, что в манге значительно улучшилась прорисовка персонажей по сравнению с фильмом: «Сахара своей неподражаемой и легко узнаваемой графикой придала героям этой истории красоту, обаяние и трогательность, которых им так не хватало в аниме». В то же время черно-белый формат манги не позволил передать красоту пейзажей из аниме.

## Дополнительная информация
- Макото Синкай лично присутствовал в кинотеатре «Толливуд» в первый и последний дни показов, кратко рассказывая зрителям о том, что осталось за кадром[9].
- В окончательной версии (её часто называют «сэйю-версией», чтобы подчеркнуть отличие от оригинального фильма) роли озвучивали сэйю Суми Муто (Микако) и Тихиро Судзуки (Нобору).
- Несмотря на исключительное качество фоновых пейзажей и прекрасную компьютерную графику в космических сценах[10], дизайн персонажей в фильме весьма своеобразен и много раз становился мишенью критики[7][11].
- Оригинальное DVD-издание снабжено вступительным словом от мэра Токио, фильм был удостоен специального приза столичной мэрии.

### Манга
- Манга «Голос далёкой звёзды» (англ.) в энциклопедии сайта Anime News Network

### Аниме
- Аниме «Голос далёкой звёзды» (англ.) в энциклопедии сайта Anime News Network
- Аниме «Голос далёкой звёзды» (англ.) в базе данных AniDB